# Davide Casaleggio
Davide Casaleggio (nascido em 14 de Janeiro de 1976) é um empresário e ativista político italiano nascido em Milão.

## Biografia
Davide Federico Dante Casaleggio nasceu em Milão, Itália em 1976 e cresceu na cidade de Ivrea.
Após a morte de seu pai Gianroberto Casaleggio, se tornou chefe da Casaleggio Associati srl, uma empresa de consultoria em Internet. Também editava o blog de Beppe Grillo, comediante que iria criar o Movimento 5 Estrelas (M5S).
Davide se tornaria uma figura importante no movimento e partido político nos próximos anos, sendo um dos responsáveis pelo uso intenso da Internet para atividades políticas.
Davide é presidente da Associação Rousseau, responsável pela plataforma digital de democracia direta Rousseau, que era usado pelo partido M5S para consulta e votações entre os filiados do partido para decisões importantes do M5S.
Desde Abril de 2021, a associação e o movimento de distanciaram uma da outra. A Associação Rousseau afirma que o partido M5S deve 450 milhões de euros. Apesar dos membros do M5S contribuírem para o pagamento do uso da plataforma, na média de 30 a 40 euros por filiado, para o pagamento do uso da plataforma, a associação acumulou multas aos anos pelo órgão fiscalizador de privacidade da Itália.
Davide, em Junho de 2021, se afastou do partido político após um acordo. Em nota, Davide criticou a situação que se encontrada o partido, e disse que "nem meu pai reconheceria esse partido" como é hoje.